# Stumpffia gimmeli
Stumpffia gimmeli és una espècie de granota que viu a Madagascar.